# Équipe du Maroc féminine de football des moins de 23 ans
Cet article traite de l'équipe féminine. Pour l'équipe masculine, voir Équipe du Maroc olympique de football.
Maillots
L’équipe du Maroc féminine de football des moins de 23 ans est constituée par une sélection des meilleures joueuses marocaines de moins de 23 ans sous l'égide de la Fédération royale marocaine de football (FRMF).
Cette catégorie de l'équipe nationale sert de réserve à l'équipe A. Elle porte le nom d'équipe B depuis 2024.

## Histoire
La sélection voit le jour en mars 2023 avec un premier rassemblement composé uniquement de joueuses du championnat marocain. Puis le stage suivant, Stéphane Nado, qui a été nommé sélectionneur de ladite catégorie, fait appel cette fois-ci aux joueuses évoluant à l'étranger pour disputer une double confrontation amicale face au Cameroun les 6 et 9 avril au Complexe Mohammed VI. Les Marocaines s'inclinent lors des deux matchs (2-1, puis 1-0). L'unique but des Marocaines lors de la première manche a été inscrit par Imène El Ghazouani,.
La FRMF nomme le 13 août 2023 le Français Dimitri Lipoff sélectionneur de l'équipe, succédant à Stéphane Nado. Fatiha Laassiri, ancienne internationale marocaine entre 2001 et 2016 a été nommée comme entraîneuse-adjointe pour l'accompagner dans ses tâches. La sélection affronte l'Islande en deux matchs amicaux les 22 et 25 septembre 2023 au Complexe Mohammed VI. La première rencontre se termine sur une défaite 3 buts à 2 des Marocaines qui ouvrent le score du match par l'intermédiaire de Fatima Gharbi. L'autre but marocain est de Hajar Errakkas qui voit dans un premier temps son pénalty repousser par la gardienne. La deuxième manche quant à elle, se termine sur un nul vierge.
A partir d'octobre 2024, la sélection change de nom pour s'appeler « équipe B ».

### Sélectionneurs
- Stéphane Nado (mars 2023 - juillet 2023)
- Dimitri Lipoff (août 2023 - mai 2024)
- Miguel Angel Sopuerta (depuis septembre 2024)